# Ralph Pomeroy Buckland

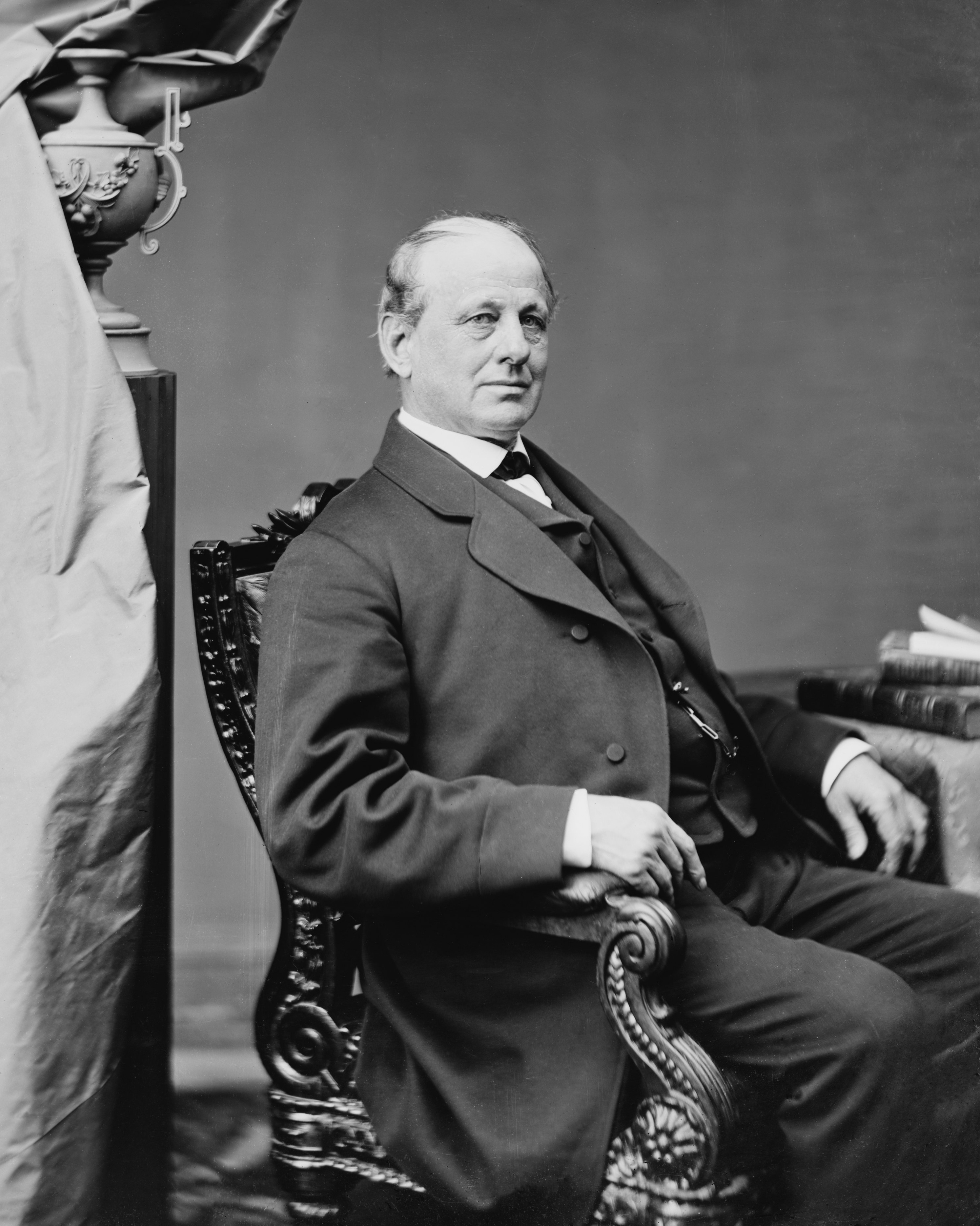
Ralph Pomeroy Buckland

Ralph Pomeroy Buckland (* 20. Januar 1812 in Leyden, Franklin County, Massachusetts; † 27. Mai 1892 in Fremont, Ohio) war ein US-amerikanischer Politiker. Zwischen 1865 und 1869 vertrat er den Bundesstaat Ohio im US-Repräsentantenhaus.

## Werdegang
Noch in seinem Geburtsjahr zog Ralph Buckland mit seinen Eltern nach Ravenna in Ohio, wo er später die öffentlichen Schulen besuchte. Danach absolvierte er die Tallmadge Academy und das Kenyon College in Gambier. Nach einem anschließenden Jurastudium und seiner 1837 erfolgten Zulassung als Rechtsanwalt begann er in Fremont in diesem Beruf zu arbeiten. Politisch war er damals Mitglied der Whig Party. Von 1843 bis 1845 amtierte er als Bürgermeister der Stadt Fremont. Im Juni 1848 nahm er als Delegierter an der Whig National Convention in Philadelphia teil. Zwischen 1855 und 1859 saß Buckland im Senat von Ohio. Zwischen 1862 und 1865 diente er während des Bürgerkrieges im Heer der Union. Er nahm an mehreren Schlachten und Feldzügen teil und stieg vom Oberst bis zum Brigadegeneral auf. Später wurde er zum Brevet-Generalmajor befördert. Am 6. Januar 1865 schied er aus dem Militärdienst aus. Politisch schloss er sich nach der Auflösung der Whigs der 1854 gegründeten Republikanischen Partei an.
Bei den Kongresswahlen des Jahres 1864 wurde Buckland im neunten Wahlbezirk von Ohio in das US-Repräsentantenhaus in Washington, D.C. gewählt, wo er am 4. März 1865 die Nachfolge von Warren P. Noble antrat. Nach einer Wiederwahl konnte er bis zum 3. März 1869 zwei Legislaturperioden im Kongress absolvieren. Seit 1865 war die Arbeit des Kongresses von den Spannungen zwischen den Republikanern und Präsident Andrew Johnson geprägt. die in einem nur knapp gescheiterten Amtsenthebungsverfahren gipfelten. In den Jahren 1865 und 1868 wurden der 13. bzw. der 14. Verfassungszusatz ratifiziert.
1868 verzichtete Buckland auf eine weitere Kandidatur. Nach Zeit im US-Repräsentantenhaus praktizierte er wieder als Anwalt. Im Juni 1876 war er Delegierter zur Republican National Convention in Cincinnati, auf der Rutherford B. Hayes als Präsidentschaftskandidat nominiert wurde. Von 1877 bis 1880 war er einer der Direktoren der Union Pacific Railroad. Bei den Präsidentschaftswahlen des Jahres 1884 fungierte er als republikanischer Wahlmann, der für den unterlegenen Kandidaten James G. Blaine stimmte. Buckland war auch Mitgründer der Anwaltskammer im Sandusky County, deren Vorsitz er für viele Jahre führte. Er starb am 27. Mai 1892 in Fremont, wo er auch beigesetzt wurde.